# Bajo otra luz
"Bajo Otra Luz" (Português: "Sob outro ângulo") é o terceiro single de Mi Plan, o quarto álbum da cantora Canadense Nelly Furtado. O lançamento nas rádios veio em 4 de maio de 2010. A canção apresenta vocais de Julieta Venegas e La Mala Rodríguez e foi escrito inteiramente por Julieta Venegas.

## Lançamento Comercial
"Bajo Otra Luz" foi lançado como um único download de 31 de agosto de 2009 no iTunes, como parte da contagem regressiva para o lançamento do álbum Mi Plan.
O lançamento promocional não inclui vocais da mexicana Julieta Venegas, assim como ela não vai estar no vídeo devido à sua gravidez. Em vez disso, a cantora espanhola Celia Palli gravou o vocal de apoio para a edição de rádio. Nelly lançou "Bajo Otra Luz" em 1 de Junho de 2010.

## Lista de faixas
Download Digital (único single)
1."Bajo Otra Luz" (4:20)
2."Bajo Otra Luz" (Radio Edit) – 3:35

## Videoclipe
Segundo o relato de Nelly Furtado no twitter, o vídeo da música foi gravado entre 15 e 16 de maio de 2010. Julieta Venegas não aparecerá no vídeo por causa de sua gestação.
A estreia de vídeo está definido para 1 de junho de 2010.

## Letra
As letras falam de um novo relacionamento, que o protagonista é muito orgulhoso, porque ela sente que sua vida mudou completamente. Versos como "El cor de mi vida cambió Desde Que Tu Llegaste" ("A cor da minha vida mudou desde que você veio") mostram o significado da canção.
A canção foi totalmente escrita por Julieta Venegas, e inclui um verso de rap a ponte que foi escrito e realizado por La Mala Rodríguez.

## Paradas musicais
| Parada                        | Melhor Posição |
| ----------------------------- | -------------- |
| Panamá - Panama Top 100       | 3              |
| Venezuela - Venezuela Top 100 | 91             |
| Argentina - Argentina Top 40  | 10             |
| Polónia - Radio Elbląg        | 1              |
| Polónia - Radio dla Ciebie    | 2              |
| Chile - Chilian Charts        | 95             |

## Histórico de Lançamento
| Região         | Data                 | Formato                                             | Gravadora |
| -------------- | -------------------- | --------------------------------------------------- | --------- |
| Canadá         | 31 de Agosto de 2009 | Digital download (Lançada apenas a promo no iTunes) | Nelstar   |
| Mexico         | 31 de Agosto de 2009 | Digital download (Lançada apenas a promo no iTunes) | Nelstar   |
| Estados Unidos | 4 de Maio de 2010    | Radio premiere                                      | Nelstar   |
| Estados Unidos | 15 de Junho de 2010  | Digital download (Lançamento oficial)               | Nelstar   |